# JVC
JVC (Japan Victor Company Ltd.) (яп. 日本ビクター株式会社 Нихон бикута: кабусикигайся) (TYO: 6792) — японская компания, основанная в 1927 году, занимающаяся выпуском бытовой, аудио- и видеотехники, программного обеспечения и медиа-продукции. Стала известна в середине 1950-х годов, когда выпустила на японский рынок первый массовый телевизор. В 1976 году разработала формат видеозаписи VHS.
Штаб-квартира — в Иокогаме. Общая численность персонала — 34,5 тыс. человек (2005). Выручка в 2004—2005 финансовом году составила 840 миллиардов иен.
В 2008 году объединилась с компанией Kenwood в JVCKenwood Corp. На 2017 год более половины выручки объединённой компании приходилось на электронику для автомобилей, численность персонала составляла 17,8 тыс. человек.

## История
Компания, получившая название Victor Company of Japan (позже сокращённое до JVC), была основана в 1927 году и изначально была японским подразделением американской компании Victor Talking Machine Company. Первой продукцией JVC стали радиодетали и электронные лучевые трубки.
Компанией управлял американский менеджер Бен Гарднер, продукция поставлялась на экспорт в США, что было выгодно как американцам, сокращавшим таким образом издержки, так и японской стороне, которая смогла предложить своим сотрудникам достаточно высокую заработную плату, что привело к созданию коллектива из наиболее квалифицированных специалистов.
В 1930 году на построенном в Иокогаме производстве начинается выпуск аудиопроигрывателей и грампластинок. Продукция пользовалась спросом, и компания, получая значительную прибыль, быстро росла. В 1932 году было запущено первое производство радиоприёмников, а к 1937 году завершилось создание собственной модели супергетеродинного радиоприёмника. Компания проводила широкие исследования в области радио- и телекоммуникации, что позволило к 1939 году создать первую модель телевизора.
В начале Второй мировой войны спрос на радиоаппаратуру компании вырос, но к концу войны в связи с бедственным положением страны он полностью исчез. После войны к компании присоединился доктор Кэндзиро Такаянаги, который в 1926 году первым в мире с помощью электронно-лучевой трубки получил изображение. JVC переживала очень тяжёлые времена, однако быстрее многих других компаний сумела вернуть финансовое благополучие, в 1953 году начав производство грампластинок формата LP и выпустив на японский рынок свой первый серийный телевизор. В 1957 году JVC выпустила первую полноценную стереосистему, а в 1959 году — первый в мире видеомагнитофон с двумя головками. В это время компания получает всемирную известность.
В начале 1960-х годов компании Sony, JVC и Panasonic совместно разработали формат видеозаписи U-Format. С 1966 года JVC производит графические эквалайзеры, в 1970 году компания разработала технологию четырехканальной записи CD-4.

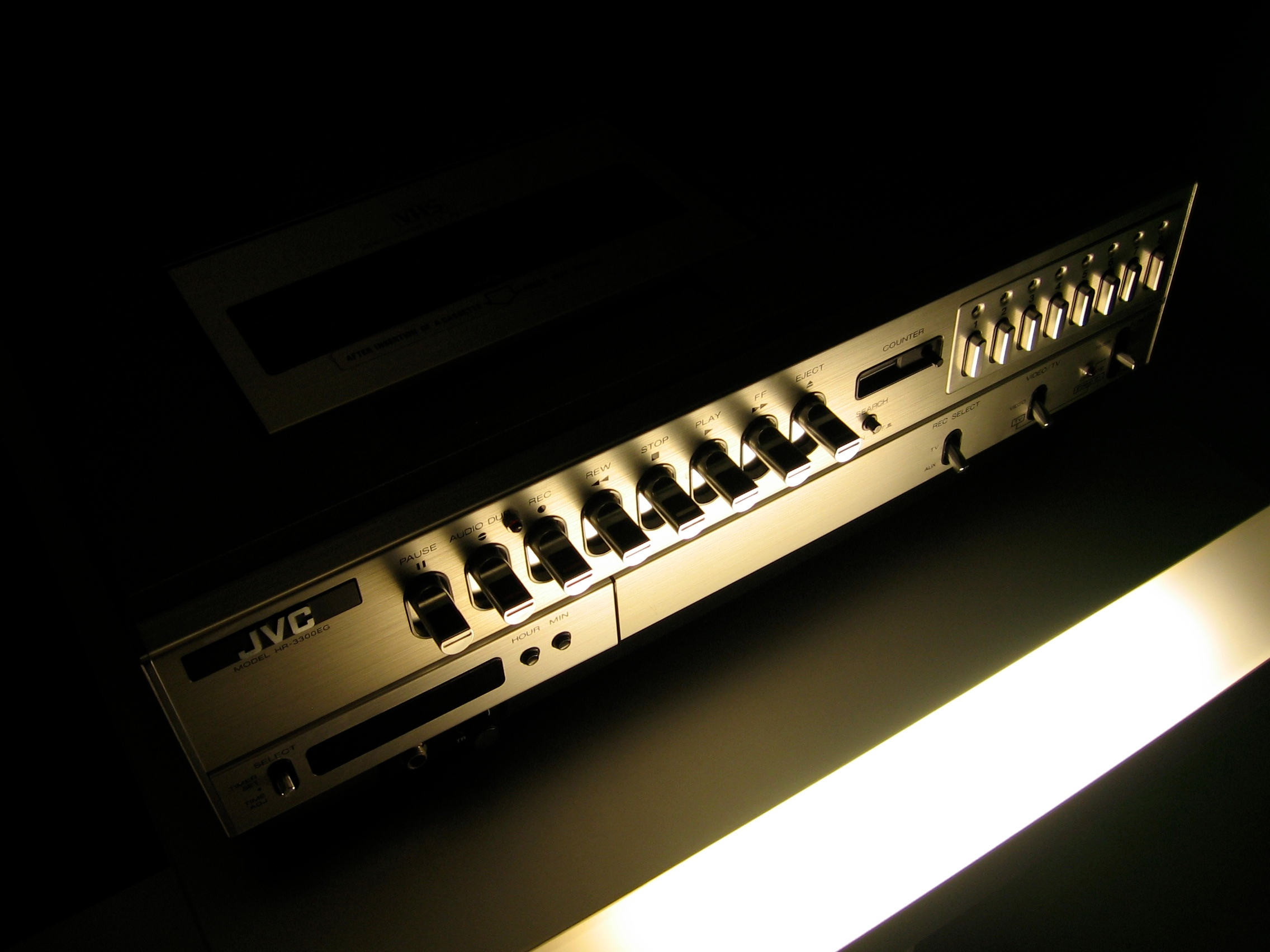
Видеомагнитофон JVC 1976 года

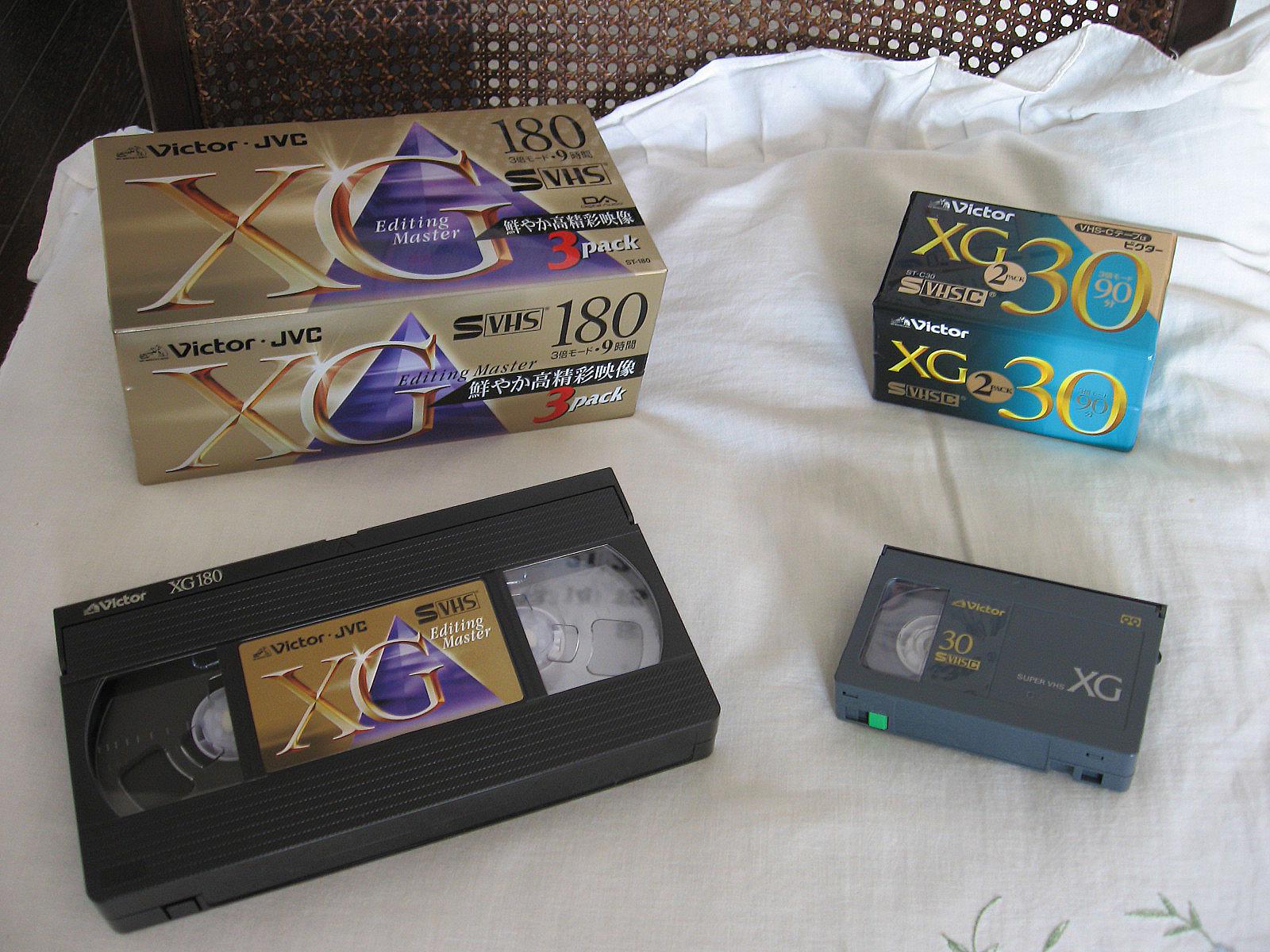
Видеокассеты JVC форматов VHS и VHSC

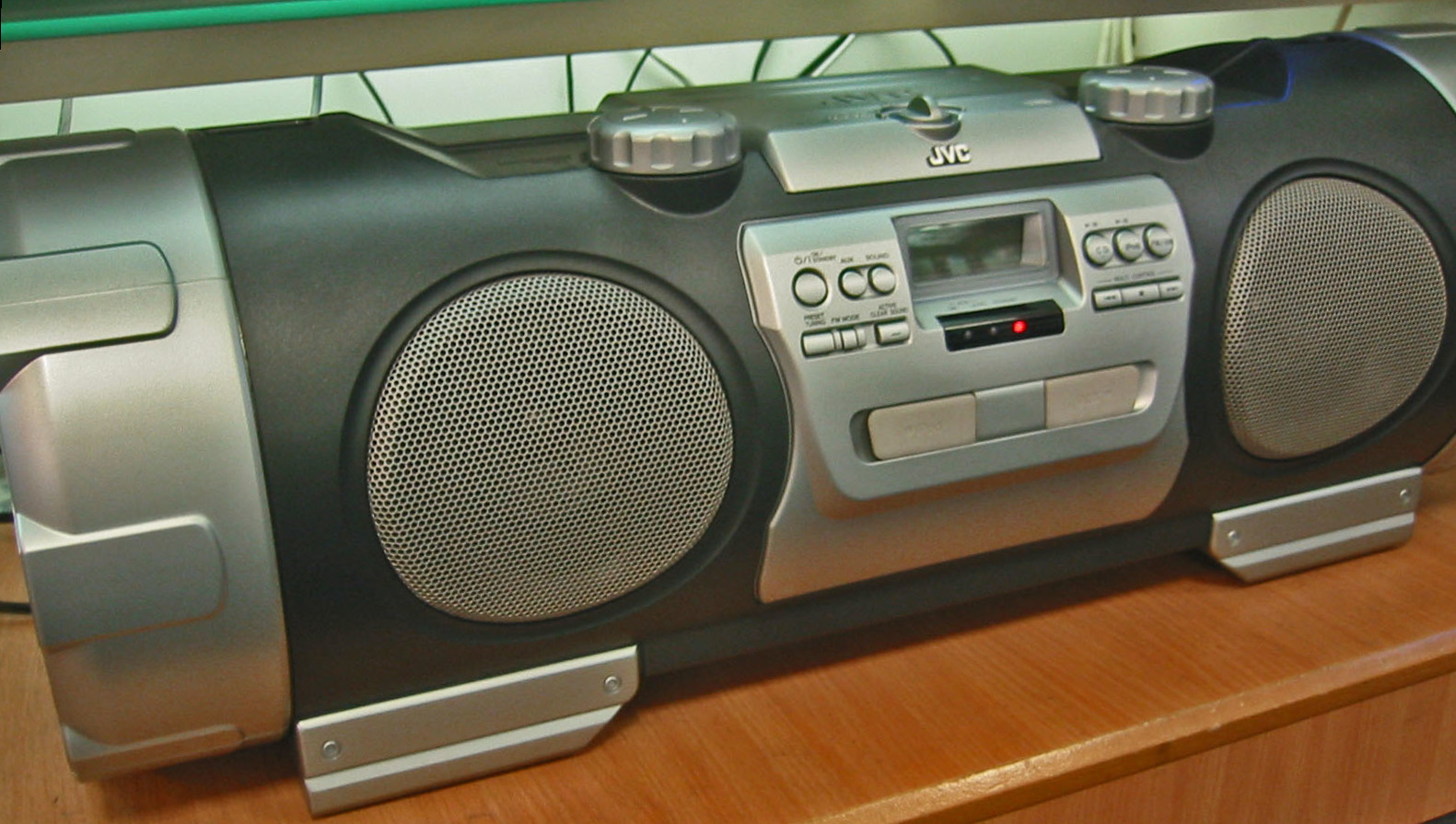
Boomblaster JVC

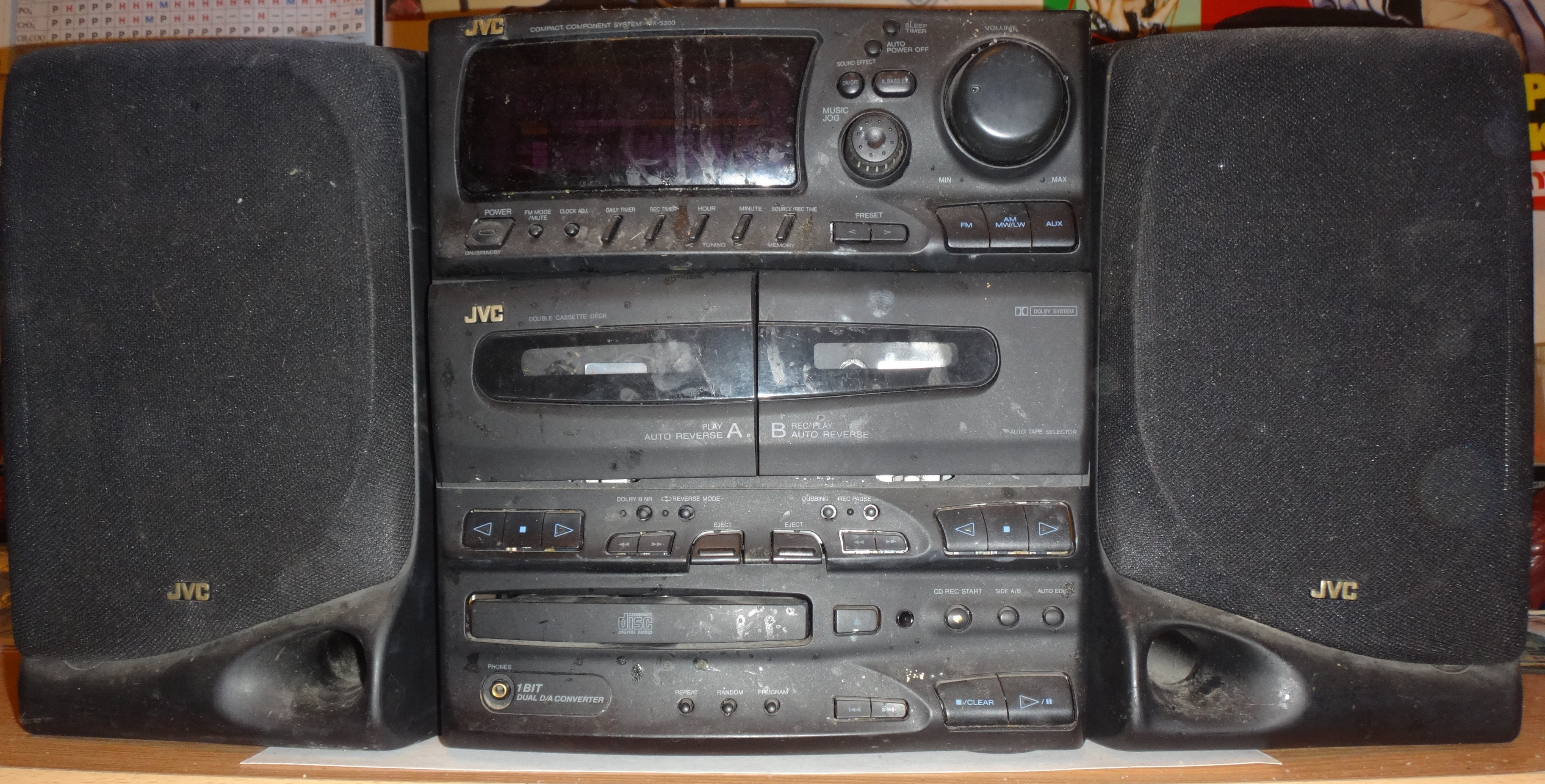
Музыкальный центр JVC

В 1970 году большим спросом пользовалась выпущенная JVC Видеосфера — компактный телевизор, напоминающий по форме космический шлем. В 1971 году компания выпустила первый профессиональный видеомагнитофон,  в 1974 году — первый в мире портативный цветной видеомагнитофон. в 1976 году JVC представила на японском рынке новый формат видеокассет — VHS, что стало началом войны форматов с компанией Sony, годом раньше представившей собственную разработку — Betamax. Кассеты Betamax имели меньшие размеры, обеспечивали лучшее качество, но проигрывали в длительности воспроизведения. Обе компании потратили много усилий для того, чтобы именно их формат был поддержан производителями. К 1984 году Betamax использовался двенадцатью компаниями, а число пользователей VHS достигло сорока, после чего Sony свернула свой проект и начала производство видеомагнитофонов формата VHS.
В 1978 году JVC выпустила первую в мире двухкассетную деку для компакт-кассет, причём она была совместима с плёнкой типа-II на основе диоксида хрома (typeII), затем компания создала первую в мире портативную VHS-систему, систему телевизионного приёма Multiplex, первый в мире четырёхголовочный SP/EP VHS видеомагнитофон.
К 1980-м годам JVC стала одной из крупнейших международных корпораций, производящих аудио- и видеоаппаратуру, став известным производителем видеомагнитофонов, музыкальных центров, телевизоров, видео- и аудиокассет. В 1983 году начался выпуск компактных видеокамер JVC.
В 1987 году в городе Курихара JVC создаёт комплекс исследовательских лабораторий. Руководителем компании становится Такуро Боджо, под руководством которого компания начинает разрабатывать цифровые технологии для видео- и аудиоаппаратауры, в том числе для профессионального применения. Тогда же начался выпуск бытовой продукции.

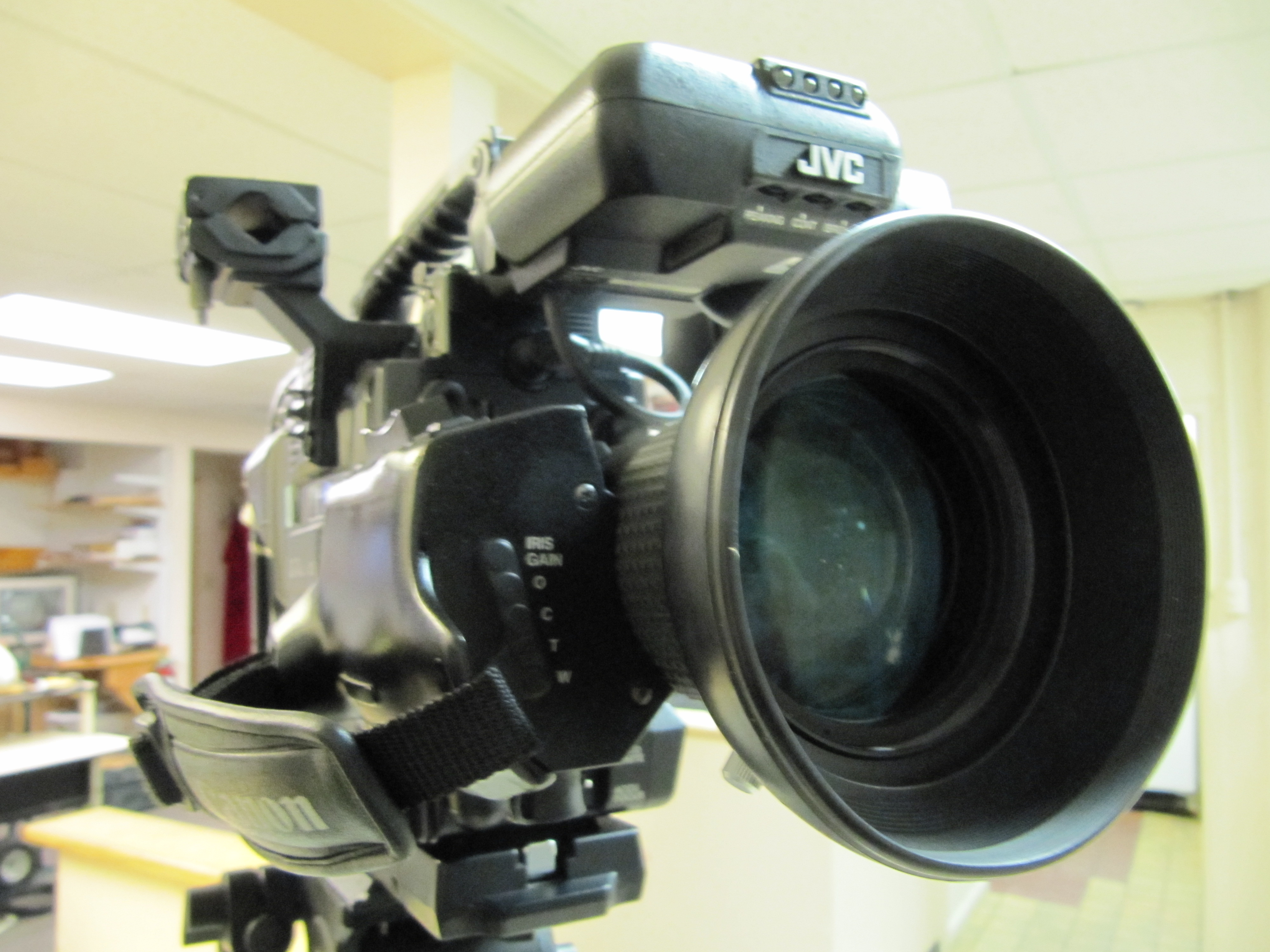
Профессиональная видеокамера формата Digital-S

В 1990 году компания наладила выпуск кассетных магнитофонов CD+G Karaoke и начала разработку цифровой аудиосистемы S-VHS. В 1992 году была выпущена караоке-система Digital Vision. В 1993 году были разработаны проектор ILA и формат записи W-VHS для HDTV.

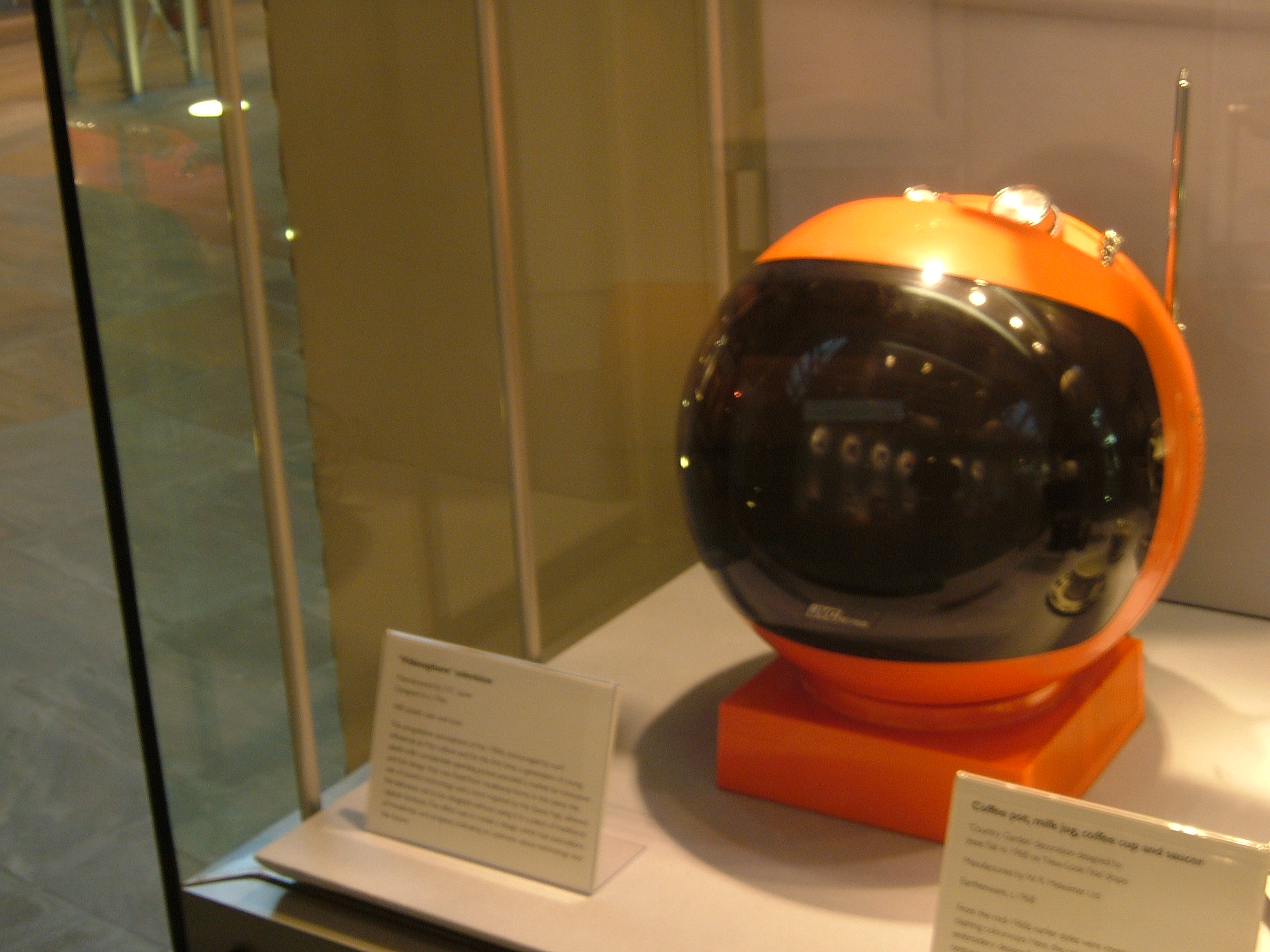
Видеосфера в музее

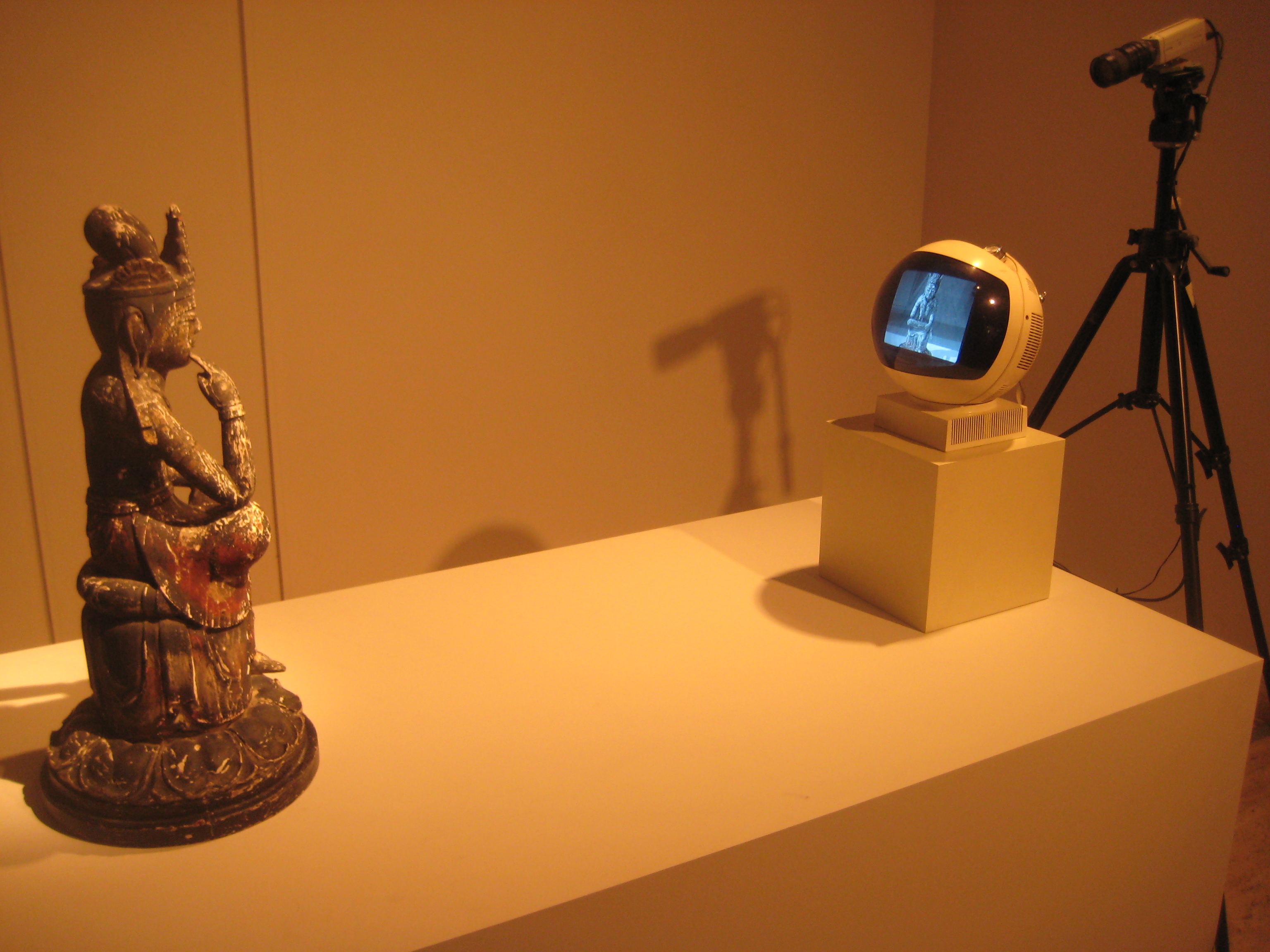
Видеосфера в составе инсталляции TV Buddha

До 2000 года были разработаны системы Dynamic Drum, Super VHS ET и формат Digital-S. В тот же период JVC начинает осваивать рынок цифрового телевидения в США и выпускает цифровой спутниковый приёмник с функцией записи цифрового потока.
В начале XXI века в ходе работы над естественностью звучания аудиосистем компания JVC первой в мире начала изготовление диффузоров динамиков из древесины. Новая линейка продукции получила название JVC Wood Cone и широкую известность. Решить проблему штамповки такого достаточно капризного материала, как дерево, помогла случайная подсказка из японской кухни: замачивание в сакэ.
В 2009 году компания JVC была приобретена японской фирмой Kenwood, специализирующейся в производстве автомобильной аудиотехники и радиостанций. В 2011 году JVC и Kenwood объединили свои торговые операции, и компания стала называться JVCKenwood Corp.

## Спонсорство и общественные инициативы

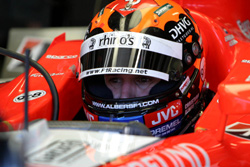
Кристиан Альберс в 2006 году

JVC участвует в международных массовых мероприятиях. В частности, компания выступает организатором известного фестиваля джазовой музыки JVC International Jazz Festival, а также является регулярным спонсором Чемпионата мира по футболу и Лиги Европы.
Компания JVC хорошо известна в Английской футбольной Премьер-лиге в связи с тем, что с 1981 по 1999 годы она являлась генеральным спонсором футбольного клуба «Арсенал». Это 18-летнее спонсорское сотрудничество является одним из самых длительных в футбольном мире.
В 2006 году компания JVC спонсировала пилота Формулы-1 Кристиана Альберса.
В 2007—2009 годах JVC являлась одним из главных спонсоров австралийского футбольного клуба «Сидней», который в 2009 году выиграл и в Чемпионате страны, и в Кубке.

## Дочерние компании
- JVC America Inc.
- JVC Americas Corp
- JVC Canada Inc.
- JVC Asia
- JVC Australia
- JVC Europe
- JVC China
- JVC Middle-East
- JVC Latin America, S.A.'
- JVC do Brasil Ltda.
- JVC International
- Victor Entertainment